# Jermaine Taylor
Jermaine Cassadaryl Taylor (Tavares, Florida, 8 de diciembre de 1986) es un jugador de baloncesto estadounidense que actualmente se encuentra sn equipo. Con 1,93 metros de altura, juega en la posición de base.

## Trayectoria deportiva

### Universidad
Jugó durante cuatro temporadas con los Golden Knights de la Universidad de Florida Central, en las que promedió 16,2 puntos y 3,9 rebotes por partido. Comenzó a despuntar en su temporada júnior, en la que promedió 20,8 puntos por partido, siendo incluido en el segundo mejor quinteto de la Conference USA. Anotó 30 o más puntos en 4 ocasiones, jugando su mejor partido ante Marshall, consiguiendo 34 puntos.
En su última temporada fue elegido Jugador del Año de su conferencia, acabando en tercera posición del rankning nacional de anotación con 26,2 puntos por partido. Batió el récord de anotación de los Knights en un partido al conseguir 45 puntos ante Rice.

#### Estadísticas
| Temporada | Equipo      | P   | PTS  | REB | AST | ROB | TAP | %TC  | %3P  | %TL  | MIN  |
| --------- | ----------- | --- | ---- | --- | --- | --- | --- | ---- | ---- | ---- | ---- |
| 2005-06   | UCF Knights | 29  | 4.3  | 2.2 | 0.6 | 0.4 | 0.2 | .395 | .304 | .440 | 11.7 |
| 2006-07   | UCF Knights | 31  | 12.7 | 3.2 | 1.5 | 0.9 | 0.3 | .474 | .414 | .711 | 25.2 |
| 2007-08   | UCF Knights | 31  | 20.8 | 1.6 | 1.1 | 1.0 | 0.2 | .461 | .367 | .795 | 33.5 |
| 2008-09   | UCF Knights | 31  | 26.2 | 5.2 | 1.9 | 1.3 | 0.8 | .480 | .376 | .812 | 31.9 |
| Total:    | Total:      | 122 | 16.2 | 3.9 | 1.4 | 0.9 | 0.4 | .466 | .376 | .764 | 25.5 |

### Profesional
Taylor se formó en los Golden Knights de la Universidad de Florida Central, donde jugó hasta que en 2009 pasó a formar parte de los Houston Rockets de la NBA traspasado por los Wizards, que lo eligieron en el puesto 32 de la segunda ronda del Draft.
Fue elegido en la trigésimo segunda posición del Draft de la NBA de 2009 por Washington Wizards, quienes inmediatamente lo traspasaron a Houston Rockets a cambio de dinero.
El 15 de diciembre de 2010, Taylor fue traspasado a Sacramento Kings a cambio de una segunda ronda de draft protegida.
En noviembre de 2012 el jugador llega por primera vez a la Liga Endesa y a Europa, procedente de los Rio Grande Valley Vipers de la NBA D-League. En enero de 2013, después de jugar tan solo 10 partidos con el conjunto guipuzcoano y promediar 18 minutos por encuentro, 8,8 puntos y 5,1 de valoración, decide dejar el club y firmar por el equipo israelí del Hapoel Tel Aviv B.C.. Tras un mes ficha por el Shanxi Zhongyu después de disputar tan solo 2 encuentros y promediando 12 puntos con el conjunto israelí.

## Estadísticas de su carrera en la NBA

### Temporada regular
| Año     | Equipo     | PJ | PT | MPP  | %TC  | %3P  | %TL  | RPP | APP | ROB | TPP | PPP |
| ------- | ---------- | -- | -- | ---- | ---- | ---- | ---- | --- | --- | --- | --- | --- |
| 2009-10 | Houston    | 31 | 4  | 9.8  | .378 | .227 | .717 | 1.5 | .5  | .3  | .1  | 4.1 |
| 2010-11 | Houston    | 8  | 0  | 9.6  | .500 | .400 | .833 | 1.1 | .3  | .3  | .3  | 4.9 |
| 2010-11 | Sacramento | 26 | 8  | 15.6 | .476 | .300 | .727 | 2.0 | 1.2 | .5  | .1  | 7.1 |
| Total   | Total      | 65 | 12 | 12.1 | .441 | .284 | .730 | 1.7 | .7  | .4  | .1  | 5.4 |